# Philipp Friedrich Hane
Philipp Friedrich Hane (* 2. Februar 1696 in Belitz bei Teterow; † 27. September 1774 in Kiel) war ein deutscher evangelischer Theologe und Kirchenhistoriker.

## Leben
In Belitz wurde Philipp Friedrich Hane am 2. Februar 1696 als Sohn des mecklenburgischen Pastors Joachim Stephan Hane (1668–1725) geboren. Nachdem er auf einem Gymnasium in Hamburg vorgebildet wurde, bezog er 1716 zunächst die Universität Rostock zum Theologiestudium; später wechselte er zur Universität Jena, an welcher er den Grad eines Magisters im Jahre 1718 bekam. Seine Habilitation an der Christian-Albrechts-Universität zu Kiel absolvierte er im Jahr 1723. Im Folgejahr wurde zum er Bibliothekar der Universitätsbibliothek ernannt, trat dieses Amt aber nicht an, da ihm ein weiteres Jahr später die ordentliche Professur der Kirchen- und Zivilgeschichte verliehen wurde. 1730 setzte man ihn zusätzlich als außerordentlichen Professor der Theologie ein und verlieh ihm den theologischen Doktorgrad. Drei Jahre darauf wurde Hane außerdem zum Kirchenrat und Mitglied des Oberkonsistoriums ernannt. Aufgrund der schwierigen wirtschaftlichen Lage der Universität verzichtete Hane zum Ende des Wintersemesters 1758/1759 auf seine geschichtswissenschaftliche Professur und rückte dafür an der theologischen Fakultät zum ordentlichen Professor für Dogmatik, Moral und Symbolik. Gleichzeitig vertrat er aber auch in den folgenden Jahren weiterhin die Kirchen- und Profangeschichte in der Lehre. Hane verstarb am 27. September 1774 in Kiel im Alter von 78 Jahren.

## Werke
- Das Leben und die Thaten Ignatii Lojolä (1721)
- Gedenkmal der holsteinischen Jubelfreude wegen der vor 200 Jahren übergebenen A. C. (1731)
- Historia critica Aug. Conf. (1732)
- Entwurf der Kirchengeschichte N. T., sowie solche in den erfüllten und aufgeklärten Weissagungen der göttlichen Offenbarung St. Johannis enthalten sind (dreiteilig; 1768 bis 1772)